# Schwarzbach (Böhmische Schwarzach)
Der Schwarzbach (tschechisch Černý potok) ist ein linker Zufluss der Böhmischen Schwarzach in Tschechien und Deutschland.

## Verlauf
Der Černý potok entspringt am nördlichen Fuße des Čerchov (Schwarzkopf, 1042 m n.m.) im Oberpfälzer Wald. Seine Quelle befindet sich östlich der Malinová hora (Beerenfels, 963 m n.m.) im Landschaftsschutzgebiet (CHKO) Český les. In unmittelbarer Nähe entspringen auch der Radbuzazufluss Čerchovka bzw. Černý potok sowie die Teplá Bystřice/Warme Pastritz.
An seinem Oberlauf durch das Waldgebiet Čerchovský les fließt der Bach zunächst westlich des Černovrší (Schwarzeberg; 793 m n.m.) nach Norden und nimmt anschließend nordwestliche Richtung. Der Lauf des Černý potok führt nördlich der Květná skalina (Blaublumenfels, 790 m n.m.) durch Černá Řeka (Sophiental). Südlich von Jindřichova Hora (Heinrichsberg) bildet der Bach zwischen dem Plesno (686 m n.m.) und dem Liščín (Fuchsberg, 698 m n.m.) ein Kerbtal, in dem sich früher die Ansiedlung Černořecká Huť (Sophienhütte) befand. Der Unterlauf des Černý potok führt mit südwestlicher Richtung vorbei an Lísková (Haselbach) über die tschechisch-deutsche Grenze. Nach knapp neun Kilometern mündet der Schwarzbach beim Waldmünchener Ortsteil Höll in die Böhmische Schwarzach.
Der tschechische Anteil des Bachlaufes verläuft auf seiner gesamten Länge von acht Kilometern durch den Naturpark und das Landschaftsschutzgebiet Český les; das Einzugsgebiet des Černý potok umfasst in Tschechien 15,242 km². Durch Deutschland fließt der Bach nur auf einer Länge von 800 Metern.